# Peter Johnstone
Pour les articles homonymes, voir Johnstone.
Peter Tennant Johnstone (né le 28 décembre 1948) est un mathématicien britannique, professeur de fondements des mathématiques à l'université de Cambridge et membre du St. John's College.

## Travaux mathématiques
Sa thèse, achevée à l'Université de Cambridge en 1974, s'intitule « Some Aspects of Internal Category Theory in an Elementary topos », sous la direction de Frank Adams. 
Il a inventé ou développé un large éventail d'idées fondamentales en théorie des topos. Il s'occupe également des applications de la théorie des catégories dans le domaine de l'informatique. 
Parmi ses doctorants figure notamment Olivia Caramello.

## Chant
Peter Johnstone est un chanteur choral, ayant chanté pendant plus de trente ans avec la Cambridge University Musical Society et depuis 2004 avec le Bach Choir (en) (Londres). Après une grave crise de COVID-19 en 2020, il est invité par le directeur musical du chœur Bach, David Hill, à fournir le texte d'une nouvelle œuvre chorale sur la pandémie que le chœur commande au compositeur Richard Blackford (en) ; la pièce, « Vision of a Garden », est jouée lors du premier concert post-confinement du chœur Bach en octobre 2021 au Royal Festival Hall de Londres, puis à nouveau en juillet 2023 à la chapelle du King's College de Cambridge. 

## Prix et distinctions
Il est lauréat en 1979 du prix Whitehead, conjointement avec Peter Cameron.

## Famille
Il est l'arrière-arrière-petit-neveu du révérend George Gilfillan qui a été célébré dans le premier poème de William McGonagall . 

## Livres
- (en) Peter Johnstone, Topos Theory, Academic Press, 1977 (ISBN 978-0-12-387850-2, zbMATH 0368.18001, lire en ligne).
- (en) Peter Johnstone, Stone Spaces, Cambridge University Press, 1982 (ISBN 978-0-521-33779-3, zbMATH 0499.54001)..
- (en) Peter Johnstone, Notes on Logic and Set Theory, Cambridge University Press, 1987 (ISBN 978-0-521-33692-5, lire en ligne)..
- (en) Peter Johnstone, Sketches of an Elephant: A Topos Theory Compendium. I, II, Oxford University Press, 2002 (ISBN 978-0-19-852496-0, zbMATH 1071.18002) (v.3 en préparation).
- (éd.) Indexed categories and their applications; Lecture Notes in Mathematics 661, Springer Verlag 1978.